# الحرب الأهلية الإسبانية في قشتالة وليون

مقاطعات مجتمع قشتالة وليون ذاتية الحكم حاليا.

لم تتم دراسة تطور الحرب الأهلية الإسبانية في منطقة قشتالة وليون ذات الحكم الذاتي إلا قليلاً. على الرغم من حقيقة أنه لم تكن هناك حرب في هذا المجتمع نفسه، لأن معظم الأراضي بدعم غالبية السكان كانت تحت سيطرة المتمردين في غضون أيام قليلة بعد انقلاب يوليو 1936 في إسبانيا، كان هناك بعض الكسل من المؤرخين والمتخصصين من المنطقة نفسها الذين لم يعتبروا دراستهم ذات صلة أو ضرورية إلا مع استثناءات قليلة.وهناك حديث في المراجع الموجودة قبل كل شيء عن حرب الطابور في جبال مدريد وتشكيل الجبهة الشمالية. شكلت قشتالة وليون بذرة مقر الدولة الإسبانية الجديدة مع مجلس الدفاع الوطني في بورغوس والحكومة العامة في بلد الوليد والمقر العام للجنرالسمو في سالامانكا.
الحرب في قشتالة وليون بين 1936 و 1939 هي ضمن الحرب الأهلية الإسبانية (17-18 يوليو 1936 - 1 أبريل 1939) والتي نشأت بانتفاضة عسكرية ضد حكومة الجمهورية الإسبانية وكانت تهدف إلى إنشاء مجلس عسكري وقمع النظام البرلماني. انقسمت إسبانيا خلال صيف 1936 إلى منطقتين. المنطقة الحكومية انهارت الدولة بسبب الانقلاب والثورة الاجتماعية التي اندلعت فيها. والمنطقة التي سيطر عليها المتمردون، حيث فرضت الأحكام العرفية وتعرضت لقمع شديد من القادة العسكريين. وعندما لم يتمكن المتمردون من الاستيلاء على مدريد في يوليو فشل الانقلاب فتحول إلى حرب أهلية بين الحكومة الشرعية للجمهورية الإسبانية وأولئك الذين أرادوا الإطاحة بها لتشكيل حكومة لدولة جديدة، وانتهت بانتصار الأخير وأنشأ فيها الجنرال فرانسيسكو فرانكو ديكتاتوريته ليصبح رئيسا للدولة حتى وفاته سنة 1975.
في سنة 1936 قسمت أراضي مجتمع قشتالة وليون ذاتية الحكم إلى منطقتين: ليون وقشتالة القديمة. وهي مناطق ليس لديها كيان إداري. ولم يكن لدى المتمردين مشكلة في السيطرة بسرعة على جميع مقاطعات المنطقة التي سميت حاليًا قشتالة وليون. على الرغم من أن الانتفاضة حظيت بدعم من قطاعات كبيرة من السكان، فإن السمة الأكثر تميزًا للحرب الأهلية في قشتالة وليون هو القمع الذي طبقته السلطات الجديدة في معظم أراضيها التي تكاد تنعدم فيها المقاومة، وطبق بالخصوص على أعضاء المنظمات المنضوية بالجبهة الشعبية ورؤساء وأعضاء مجالس البلديات، وقادة المنظمات النقابية (وخاصة جمعيات العمال الريفيين) والمعلمين والماسونيين.

## بداية الانتفاضة
منذ اللحظة الأولى من اندلاع الانتفاضة، واجهتها معارضة مسلحة من أرتال العمال المرتجلة، في منطقتي التعدين ليون وبالنثيا. وفي المقاطعات الجنوبية آبلة وشقوبية، استمرت الاشتباكات المسلحة حتى أكتوبر 1936. أما الاشتباكات المهمة فجرت في الممرات الجبلية من الهضبة الشمالية لمدريد (سوموسيرا ونافاسيرادا وجواداراما). فقدت جبهة الجبال أهميتها عندما احتل القوميون طلبيرة وطليطلة (سبتمبر 1936). بعد فشل محاولات القوميون لغزو مدريد (نوفمبر 1936) ومعركة خاراما (فبراير 1937) ومعركة وادي الحجارة (مارس 1937)، ظلت تلك الجبهة مهملة حتى الهجوم الجمهوري على شقوبية (مايو 1937) ومعركة برونيت (يوليو 1937).
إلى الشمال من مقاطعات ليون وبالنثيا وبرغش، تشكلت جبهة في المنطقة الجمهورية المطلة لبحر كانتابريا التي استمرت حتى خريف 1937، عندما غزا القوميون الباسك وسانتاندير وأستورياس. حدث غزو جيب كانتابريا من الشرق (من نافارا إلى الباسك وسانتاندر) ومن الغرب (من جليقية إلى أستورياس) حيث كانت القوات الموجودة في قشتالة وليون تعمل كعنصر احتواء في الجبال الجنوبية.
على المستوى السياسي بمجرد أن تحولت الانتفاضة إلى حرب أهلية، بدأت دولة إسبانية جديدة في تشكيلها كانت قشتالة وليون القاعدة الإقليمية لها: مجلس الدفاع الوطني (بورغوس) والحكومة العامة (بلد الوليد) والثكنات. ومقر الجنرالسيمو (سالامانكا).
على الرغم من السيطرة السريعة على جميع المقاطعات من قبل الجيش المتمرد، استمرت ظاهرة حرب العصابات لعدة سنوات في ليون وشمال بالنثيا، وكذلك في جنوب آبلة.

## الجوانب السياسية

### التمرد في قشتالة وليون

المناطق التي سيطر عليها المتمردون في بداية الحرب.

من وجهة نظر عسكرية قسمت أراضي منطقة قشتالة وليون إلى ثلاثة مناطق عسكرية أساسية، المقر الرئيسي لإثنين منها في المنطقة (بورغوس وبلد الوليد). كانت الخطة الانقلابية التي صممها الجنرال إميليو مولا ربط كل منطقة عسكرية عموديا بـ «المدير» (مولا) دون علاقات أفقية بين تلك المناطق العسكرية. نال المتآمرون على دعم غير مشروط من التقليديين والفلانخيين وقطاعات واسعة من شباب العمل الشعبي. كان لدى الفلانخي الإسبانية منظمات صغيرة في عواصم المقاطعات، لكنها تفتقر إلى القوة باستثناء بلد الوليد. كان تنظيم شباب العمل الشعبي قوي في جميع أنحاء المنطقة، كما أنه شديد التطرف.
في الجيش كان الضباط المتوسطون مؤيدين للانقلاب، أو على الأقل غير راغبين في الدفاع عن حكومة الجبهة الشعبية، لكن آمري الفرقة (موليرو في بلد الوليد وباتيت في بورغوس) كانوا موالين للنظام الدستوري.
انضم حرس الاقتحام والمدني إلى الانتفاضة، وكذلك فعل حرس الحدود. أطاع الحرس المدني بصفته هيئة عسكرية دون تردد الأوامر التي أصدرتها السلطات العسكرية عندما أعلنت حالة الطوارئ. في الواقع كان الحرس المدني والميليشيات اليمينية قوة صدمة للمتمردين للسيطرة على المنطقة حيث أرسل الجيش إلى جبهات القتال.
من جانبهم افتقر العمال والأحزاب والنقابات الجمهورية إلى أي نوع من التنظيمات شبه العسكرية، لذا كانت قدرتهم على الرد على الانتفاضة العسكرية معدومة. فقط عمال المناجم في ليون وبالنثيا قدموا معارضة مسلحة محدودة للجيش والحرس المدني، ولكنه كان عمل دفاعي يائس بدون تنظيم أو قيادة.
كانت قدرة اليسار على التصرف موجودة قبل كل شيء في تكتلهم. كانت الأحزاب الجمهورية (الاتحاد الجمهوري واليسار الجمهوري والحزب الراديكالي وغيرها) هي أحزاب زخرفة نوعا ما. وقع ثقل اليسار على عاتق الحزب الاشتراكي PSOE واتحاد العمال العام UGT، في كل من اتحاداته الحضرية وفي الاتحاد الوطني لعمال الأرض. وفي مواجهة الانقلاب الذي نهض به الجيش ضد الحكومة، وانضم إليهم أيضا الحرس المدني وقوات الأمن الأخرى، لا حكومة الجمهورية (من خلال الحكومة المدنية ورؤساء البلديات) ولاالمنظمات السياسية والنقابية الموالية للجمهورية تستطيع أن تفعل شيئًا تقريبًا لحماية الشرعية: مجرد إعلان إضراب عام وتحمل تبعاته.

### الانقلاب العسكري في مقاطعات قشتالة وليون
بدأت الانقلابات العسكرية تتوالى في جميع مقاطعات قشتالة وليون اعتبارًا من 18 يوليو 1936 باستثناء ليون وسوريا وأبلة. فما بين يومي 18 ظهرا أو 19 صباحا تولى المتآمرون قيادة الحاميات واعتقال آمرها إن لم ينضم إلى المؤامرة ومعه جميع الضباط والجنود الموالين لحكومة الجمهورية. وفي الوقت نفسه وردت أنباء عن تمرد الجيش في إفريقيا فاجتمع قادة الجبهة الشعبية في الحكومة المدنية لتقييم الوضع. وقامت مجموعات شبابية من كازا ديل بويبلو (بيت الشعب) بدوريات في الشوارع لمراقبة التحركات المشبوهة للقوات. في بعض الأحيان تحدث عمليات إطلاق نار بين المدنيين والجيش. وحاول الحاكم المدني معرفة توجه رئيس الحرس المدني في المقاطعة، وإعلان الإضراب العام.
خروج الجيش إلى الشوارع
بمجرد أن حدوث الفرصة المناسبة، خرج الجيش إلى الشارع (عادة يوم 19 أو 20)، وقرأ اعلان التمرد في الساحات. وبعدها توجه لأخذ الحكومة المدنية ومجلس المدينة وبيت المدينة. تلك كانت اللحظات الأولى من الارتباك الشديد لأن العديد من الناس اعتقد أن الجيش خرج إلى الشارع للدفاع عن النظام الدستوري.
عين المتمردون سلطة مدنية جديدة: الحاكم والعمدة ورئيس البلدية. وكذلك عينوا ضابطا على كل مقاطعة من المقاطعات ليكون الحاكم المدني الجديد، الذي يتصل بجميع مراكز الحرس المدني في المقاطعة عن طريق الهاتف ويأمرهم بإعلان حالة الطوارئ، وحل البلدية واحتجاز العناصر المتطرفة (اليسار). كما أمر بإطلاق سراح الفلانخيين واليمينيين المسجونين إن وجدوا.
تشكيل الطابور
بدأ على الفور تشكيل الطوابير العسكرية والتي عليها المغادرة إلى مدريد عبر ممرات الجبال. فهي تشكيلات مختلطة من الجنود البديلين والمتطوعين المدنيين، بقيادة الضباط المحترفين. وتشكلت مليشيات من المتطوعين الفلانخيين والكارليين. بمجرد استيلائهم على السلطة في عاصمة المقاطعة، شكلت طوابير سريعة من الحرس المدني والأهالي المتطوعين من الفلانخيون الذين عبروا المقاطعة لفرض الشرعية الجديدة، وغالبًا لبث الرعب بين سكانها بموافقة السلطات العسكرية والمدنية والقضائية والكنسية.
قام العمال بمقاومة الإنقلاب في الأماكن التي بها تركيز عالٍ لهم: تقاطعات السكك الحديدية ومناطق التعدين إلخ. وقد تم إرسال وحدات عسكرية لإخمادهم. ووقعت أهم الاشتباكات المسلحة في ليون، سواء في العاصمة أو في منطقة بييرزو وخاصة في بونفيرادا. ووقعت أيضا اشتباكات كبيرة في ميراندا دي إيبرو وأراندا دي دويرو وبيخار وسنابريا العليا وفي مقاطعتي آبلة وشقوبية الجنوبيتين. وظهرت مظاهرات في بعض مدن المقاطعات عند عدم وجود حرس مدني حيث أنه متركز في العاصمة. فنظم العديد من العمد من الجبهة الشعبية دوريات مسلحة مع رجال من كازا ديل بويبلو. لكن ظهور الحرس المدني والأرتال العسكرية أنهى كل محاولات المقاومة.

#### ليون
تعتبر ليون جزءًا من القيادة العسكرية الثامنة ومقرها لاكورونيا. وكان معظم الضباط من أنصار الانقلاب الذي بدأ في إفريقيا في 18 يوليو 1936، لكنهم لم يخرجوا قواتهم إلى الشارع لأنه في صباح يوم الأحد 19 وصل طابورين من عمال المناجم الأسترية إلى ليون متوجهين إلى مدريد، وغادروا في نفس اليوم إلى بينافينتي. ما إن انتهى الخطر في يوم 20 يوليو حتى احتجز الضباط المتمردين قادتهم الموالين للحكومة، وأخرجوا قواتهم إلى الشوارع واحتلوا المباني الرسمية واحتجزوا رئيس البلدية والحاكم المدني والقادة المحليين الآخرين. قاومت مجموعة من العمال فقط لعدة ساعات في كازا ديل بويبلو. تم السيطرة على أسترقة دون مشاكل من قبل المتمردين. وتجمع الآلاف من عمال المناجم في بونفيرادا لجمع مقاومة مسلحة قوية، ولكن المتمردون سيطروا على المدينة في الحادي والعشرين. فانتقلت المقاومة إلى الجبال التي تفصل ليون وأستورياس في شمال المقاطعة لإنشاء خط أمامي ومحاولة السيطرة على الممرات الجبلية طوال فصل الصيف. وفي خريف 1937 شن القوميون هجومًا كبيرًا سمح لهم بغزو الشمال بأكمله. فانشأت المقاومة مليشيات مسلحة مناهضة لفرانكو لعدة سنوات في شمال الإقليم وخاصة في إل بيرثو ولا كابريرا.

#### بلد الوليد
تعد بلد الوليد ذات أهمية كبيرة في خطط الانقلاب للجنرال مولا، لأنها المقر القيادة العسكرية السابعة حيث تتشكل منها الطوابير عسكرية للتقدم نحو مدريد عبر ممرات جواداراما ونافاسيرادا الجبلية. تمسك مولا بالعديد من ضباط الجيش والحرس المدني وحرس الاقتحام، بالإضافة إلى الفلانخي الإسبانية الذين لهم فيها وجود قوي.
قاد الانتفاضة الجنرال أندريس ساليكيت الذي عن طريق تمرد للقيادة العامة ضد الجنرال نيكولاس موليرو لوبو، فتولى قيادة الشعبة. انضم الحرس المدني وحرس الاقتحام إلى الانقلاب منذ اللحظة الأولى. استمر إطلاق النار لعدة أيام بدءًا من 18 يوليو بين الجيش المتمرّد ومجموعات العمال اليساريين في بلد الوليد، حتى تمكن قادة الانقلاب من السيطرة على الوضع.

#### شقوبية
تعد شقوبية جزءًا من القيادة العسكرية السابعة، وعلى الرغم من أنها حامية ثانوية بسبب قوتها المتاحة، إلا أنها كانت ذات أهمية إستراتيجية كبيرة بسبب وضعها الحدودي إلى الجنوب والشرق مع مقاطعتي مدريد ووادي الحجارة طوال من سلاسل جبال جواداراما وسوموسيرا، حيث الممرات الجبلية الإلزامية للطوابير التي تشكلت في قشتالة القديمة.
كانت حامية شقوبية أكثر بقليل من فوج مدفعية، لكن الحرس المدني وحرس الاقتحام عوض النقص في عدد الأفراد العسكريين. بمجرد أن أعلن المتمردون حالة الحرب واعتقلوا السلطة الشرعية في 19 يوليو 1936، وبعد بضعة أيام سيطروا على الوضع في جميع أنحاء المقاطعة دون مقاومة مسلحة مفرطة من قبل المدافعين عن النظام الدستوري الجمهوري.

#### آبلة
تتبع آبلة إلى القيادة العسكرية السابعة، وليست لها قيمة عسكرية من حيث القوة الموجودة، ولكن لها قيمة كبيرة حيث موقعها الجغرافي بسبب الجبال التي تحد مدريد من الشرق وطليطلة إلى الجنوب.
كانت القوة العسكرية الوحيدة الجديرة بالذكر هو الحرس المدني الذي انضم إلى التمرد يوم 19 يوليو. وبعد قراءة الجانب الذي أعلن حالة الحرب، اعتقلوا الحاكم المدني واحتلوا كازا ديل بويبلو -بيت الشعب- التابع للجبهة الشعبية اليسارية، واعتقلوا رئيس الشرطة ورئيس البلدية وأعضاء المجلس في مبنى البلدية. تولى الجيش مناصب العمدة والحاكم المدني. واطلقوا سراح 18 فلانخي كانوا في السجن وغادروا إلى بلد الوليد.
ودخل الحرس المدني مينغوريا بعد تبادل النار مع اليسار. إلا أنه وبشكل عام ظل جنوب وجنوب غرب المقاطعة حيث وادي نهر تيتر وسلاسل جبال غريدوس وسان فيثينتي والشمال الشرقي عبر كتلة بيغيرينوس حتى قرب سان رافائيل وألتو ديل ليون موالية للحكومة وفي وضع غامض. كما دخل طابور حكومي بقيادة المقدم مانجادا أراضي آبلة التي بدا تقدمها نحو العاصمة لا يمكن إيقافه. وفي 23 يوليو وصلت كتيبة من فلانخي بلد الوليد وقسم من فوج المدفعية الثقيلة من مدينا ديل كامبو إلى آبلة. فغير طابور مانجادا اتجاهه من العاصمة آبلة مفضلا أن يأخذ تقاطع طريق مهم إلى فيلاكاستين. واستمرت أعمال العنف المتبادلة بين أرتال الجمهوريين والمتمردين حتى نهاية سبتمبر.

#### سلامانكا
حامية سلامانكا هي جزء من القيادة العسكرية السابعة، وتتكون من فوجين. وقد انضمت الفرقة السابعة إلى التمرد العسكري، واتخذ قائد سلامنكا العسكري جانب المتمردين في ظهر يوم الأحد 19 يوليو. وفي صباح ذلك اليوم نفسه استولى الجيش على مبنى البلدية والحكومة المدنية ومكتب البريد والهاتف ومحطة إنتر راديو سالامانكا ومحطة القطار ووزعت مفارز على أماكن مختلفة على الطريق الدائري والسكك الحديدية التي تمر عبر مدينة. وردت المنظمات العمالية بإعلان الإضراب العام الذي استمر عدة أيام، وكانت هناك مناوشات مع العمال المسلحين من الأحياء الشعبية، لكن الجيش سرعان ماسيطر على المدينة. في بيخار كانت هناك مقاومة شرسة حتى يوم 21. وكانت هناك محاولات رمزية نوعا ما للمقاومة في بيناراندا دي براكامونت وثيوداد رودريجو، في انتظار وصول القوات الموالية لحكومة الجمهورية أو قافلة عمال المناجم الأسترية، لكن الحرس المدني تمكن من السيطرة الكاملة على المقاطعة في وقت قصير جدا دون مواجهة مقاومة. وفي بيخار دعا CNT إلى إضراب عام ردا على الانتفاضة لكنه سحق في غضون ساعات قليلة. وتم القبض على الفور على قادة الجبهة الشعبية بالإضافة إلى مئات الأشخاص الآخرين في جميع أنحاء المحافظة مما أدى إلى ملء سجن المقاطعة.
في 28 سبتمبر اجتمع مجلس الدفاع الوطني في مزرعة خارج سالامانكا، وانتخب الجنرال فرانسيسكو فرانكو قائدًا عامًا للجيوش الوطنية ورئيس حكومة الدولة، ولكن في قانون الهيكلة للدولة الإسبانية الجديدة 1 أكتوبر الذي أفسح المجال للمجلس الفني للدولة ظهر فرانكو رئيسًا للدولة. ومنذ ذلك التاريخ تم تثبيت المقر العام للقائد العام (بالإسبانية: Generalissimo) في سالامانكا. في أكتوبر 1937 أسس فرانكو مقر إقامته في بورغوس على الرغم من أن المقر ظل رسميًا في سالامانكا.

#### سمورة
حامية سمورة هي جزء من القيادة العسكرية السابعة، وتتكون من فوج مشاة وقيادة الحرس المدني وحرس الحدود وجزء من الحرس الاقتحام. وهي مقاطعة زراعية دينية محافظة، والتف تنظيم اليمين حول CEDA الذي لها حضور واسع في المؤسسات، على الرغم من أن حزب PSOE واتحاد UGT اليساريين لهما قاعدة عمل واسعة.
عندما وقعت الانتفاضة في 18 يوليو لم يتردد الجيش في الامتثال لأوامر من مقر الفرقة، وشرع في احتلال العاصمة في 19 يوليو بمساعدة الحرس المدني وحرس الاقتحام. ثم استولى قادة الجيش على الحكومة المدنية ومكتب رئيس البلدية ومجلس المحافظة. كانت هناك لحظات معينة من عدم اليقين عندما وصل قطار عمال المناجم الأستوريين إلى بينافينتي، حيث عاد إلى أستورياس. لكن المقاومة المسلحة الوحيدة هي التي نفذها عمال خط السكة الحديد الذين تمركزوا في ريكيخو، ويتبع العديد منهم لنقابة CNT الأناركية. وأعقبت السيطرة على المقاطعة قمع شديد وسرعان ما امتلأ سجن سمورة بمئات الأشخاص المرتبطين بالجبهة الشعبية.

#### برغش
كانت برغش ذات أهمية كبرى عند الجنرال إميليو مولا، لأنها ضمت مقر القيادة العسكرية السادسة وحامية كبيرة. علاوة على ذلك كان الجنرال مولا المتمركز في بامبلونا يتبع رئيس شعبة القيادة الجنرال باتيت الذي لم يثق به على الإطلاق. ووفقًا لخطط مولا كان من المقرر أن تشكل الفرقة السادسة طابورًا قويًا يلتقى مع طابور آخر أرسل من سرقسطة للهجوم على مدريد عبر ممر سوموسييرا الجبلي على الطريق السريع N-I.
كانت هدف مولا الرئيسي هي توسيع مخططاته ماأمكن، مما سمح له بالحصول على كامل القوات المسلحة منذ البداية من العسكر والحرس المدني والاقتحام. اعتقل قادة الانقلاب الجنرال باتيه وقادة آخرين عندما خرجت قواتهم إلى الشارع في 19 يوليو. ثم احتلوا الحكومة المدنية وبلدية المدينة ومكتب البريد ومحطة القطار وأماكن إستراتيجية أخرى دون مقاومة. ومن المفارقات أنه تم تثبيت رئيس البلدية الجمهوري في منصبه.
كانت هناك مقاومة شديدة للانقلاب في البلدات ذات التركيز العالي للعمال مثل ميراندا دي إيبرو، لكن المتمردين سيطروا على المقاطعة بأكملها تقريبًا في غضون أيام قليلة (باستثناء بعض الوديان في شمال ميرانداديس-فالي دي مينا وفالي دي لوسا والفوز دي سانتا جاديا وألفوز دي برايسيا...-) ولا لورا في أقصى شمال، حيث كانت هناك هجمات مضادة للجمهوريون غير الناجحة؛ وقد سقطت تلك الجبهة في صيف 1937، وبدأ فيها القمع العنيف.

#### بالنثيا
كانت بالنثيا جزءًا من القيادة العسكرية السادسة وضمت حامية من الدرجة الثانية. لم يواجه الجيش المتمرد مشاكل في السيطرة على العاصمة، حتى إعلان حالة الحرب في 19 يوليو. حدثت أكبر مقاومة في المقاطعة في مناطق التعدين في بارولو دي سانتلان وغواردو. ولكن بسبب فشل الانقلاب العسكري في سانتاندر تشكلت المنطقة الحرام في شمال المقاطعة، والتي ظلت في وضع غامض حتى انهيار الجبهة الشمالية في خريف 1937.

#### سوريا
كانت سوريا جزءًا من القيادة العسكرية الخامسة، ذات أهمية كبيرة لخطط الانقلاب للجنرال مولا، لأنه في تلك المقاطعة الأرتال التي ستترك سرقسطة إلى وادي الحجارة وبامبلونا (تمر عبر لوغرونيو) إلى مدريد مثل بورغوس نحو سوموسييرا. ومع ذلك لم يكن لدى سوريا سوى مبنى للتجنيد لذلك كانت القوة المسلحة الوحيدة في المحافظة هي قيادة الحرس المدني. لم يكن لتنظيم الانقلاب تطور يذكر في سوريا، لذا فبعد سماع أنباء التمرد، كان هناك بضعة أيام من الارتباك حتى صباح يوم الثلاثاء 21 عندما أعلن رئيس الحرس المدني حالة الطوارئ.

## الجوانب العسكرية
عندما اندلع التمرد بعد ظهر الجمعة 17 يوليو في القيادة العسكرية لمليلية. أمرت الحكومة باعتقال العديد من الضباط المتمركزين في شبه الجزيرة. وفي ظهر يوم 18 يوليو أرسلت الحكومة إلى ليون وسرقسطة مفتشين عامين، في مهمة للسيطرة على حاميات وادي دويرة ووادي إبرة على التوالي. وفي الوقت نفسه أُمر الحكام المدنيون في طليطلة ووادي الحجارة وثيوداد ريال وآبلة وشقوبية وبلد الوليد وسالامانكا ولوغرونيو بإرسال سرايا حرس الاقتحام إلى مدريد، في حين تمركز الحرس المدني لتلك المقاطعات في عواصم المقاطعات. ولكن بدون قصد عجلت الحكومة من تمرد الفرقة السابعة (بلد الوليد) التي اندلعت عندما رفض حراس الاقتحام المغادرة إلى مدريد. وقد أُمر القادة العسكريون في ليون وأوفيدو بتشكيل طابورين قويين من رجال الميليشيات المسلحة الذين يجب أن يذهبوا فورا بالسكك الحديد والخطوط البرية إلى مدريد بعد أن قاموا بتهدئة وادي دويرة.
في غضون ذلك كانت الأحداث في مدريد تجري بسرعة كبيرة. حيث استقال سانتياغو كاساريس كيروغا من رئاسة الحكومة وعين دييغو مارتينيز باريو بدلا عنه، الذي استمر بضع ساعات فقط ثم حل محله خوسيه جيرال، الذي سمح في 20 يوليو بتسليح لمنظمات العمال. في نفس اليوم تقرر تشكيل وحدات مختلطة من العسكريين والميليشيات والحرس المدني والاقتحام لإسقاط التمردات القريبة من مدريد (طليطلة وألكالا دي إيناريس ووادي الحجارة) وكذلك إغلاق الممرات الجبلية (ممرات سوموسيرا ونافاسيرادا وجواداراما) حيث من المفترض أن تدخلها طوابير مولا من قشتالة القديمة.

### فشل الانقلاب في شبه الجزيرة
بعد يومين من التمرد، كان من الواضح بالفعل أن خطط مولا قد فشلت في شبه الجزيرة: فقد سحق الانقلاب في مدريد (الفرقة الأولى) وبرشلونة (الفرقة الرابعة). وفي فالنسيا (الفرقة الثالثة) فالإعداد السيء للمؤامرة جعل محاولة الإنقلاب مجرد تهديد بسيط. وفي الفرقة الثانية (إشبيلية) تمكن قادة الانقلاب فقط من السيطرة على عدد قليل من المدن المتباعدة مثل إشبيلية وغرناطة. تمكنت الفرقة الخامسة (سرقسطة) من السيطرة على عواصم أراغون الثلاث، لكن كان عليها الاستعداد للهجوم الآتي من كاتالونيا.
كانت أفضل النتائج في الفرق العسكرية التي تمكن فيها مولا من إعداد المؤامرة بشكل أفضل ولقادة الانقلاب دعم اجتماعي أكبر: السادسة (برغش) والسابعة (بلد الوليد) والثامنة (لاكورونيا)). ومع ذلك فقد بقيت مقاطعات غيبوزكوا وفيزكايا وسانتاندر بيد الحكومة في الفرقة السادسة. في الثامنة انتصر الانقلاب في المقاطعات الجاليكية الأربعة ولكن في قيادة أستورياس فقط أوفييدو انضمت إلى التمرد، بحيث ينبغي لهذه الفرقة أن تركز جهودها باحتلال أستورياس. وبالتالي لم يعتمد الجنرال مولا بالكامل إلا في الفرقة السابعة (بلد الوليد) وواضح أنها غير قادرة على إسقاط حكومة الجمهورية.
انتصر الانقلاب بالكامل في محمية المغرب الإسبانية حيث كان الجنرال فرانكو بنفسه على رأس الفيلق والقوات النظامية، التي تعد القطاع المهني الوحيد ذو الخبرة القتالية في الجيش الإسباني. كانت مشكلة المتمردين هي أنهم لا يستطيعون عبور مضيق جبل طارق، لأن كل من الطيران والبحرية كانت تحت سيطرة الحكومة. فطالما بقي الجيش الأفريقي على الجانب الآخر من المضيق، فإن مولا مضطر للقتال مع قواته المتضائلة.
ومن جانبها لم تتمكن حكومة الجمهورية من دق الأجراس أيضا. وعلى الرغم من النجاح الأولي إلا أن الصدمة الهائلة التي عانت منها الدولة والمجتمع الإسباني بأكمله نتيجة التمرد العسكري، ترك قدرة الاستجابة لدى الحكومة ومؤسسات الجمهورية إلى الحد الأدنى. فقد انهارت الهياكل المؤسسية في معظم أنحاء البلاد، وأفسح المجال للاندفاعات الثورية. لم يكن حل الوحدات العسكرية الضالعة في الانقلاب بمرسوم إلا أن جعل الجمهورية بدون جيش. في الأيام التي تلت الانقلاب كان على دفاع مدريد أن ينظم بسرعة وعلى أساس أرتال مرتجلة مزيجًا من رجال الميليشيات والجنود والحرس.

### جبهة الجنوب
اعتبر الجنرال مولا من أكثر الفرق ضمانا للانتفاضة هي الثالثة والخامسة والسادسة والسابعة بالإضافة إلى المحمية. ووفقًا لخططه ستتقدم القوات بسرعة نحو مدريد في طوابير تغادر من فالنسيا وسرقسطة. ومن الهضبة الشمالية ستنزل الطوابير القادمة من بامبلونا ولوغرونيو وبرغش على مدريد عبر ممر سوموسييرا الجبلي، بينما تتقدم الطوابير القادمة من بلد الوليد عبر ممر غوادراما ونافاسرادا. من جانبها ستقدم قوات المحمية من سبتة ومليلية عبر المضيق إلى الجزيرة الخضراء ومالقة لتلتقي في قرطبة، حيث تسير نحو مدريد. وكان من المفترض أن تلتقي الطوابير في مدريد في مدة أقصاها أربعة أيام وأن تظل قوات النظام والحاميات في مدريد سلبية أو تنضم إلى الانتفاضة، والتي لن يكون أمام الحكومة خيار سوى الاستسلام. ستقدم الجماهير الثورية الحد الأدنى من المقاومة أو الاستسلام.
كان نية المتمردين هي الاستيلاء على مدريد في أقل من أسبوع بدءًا من 18 يوليو، لكن فشل الانقلاب في شبه الجزيرة شوه خططهم تمامًا. كان على الفرقة الخامسة (سرقسطة) مهمة إطلاق طابور نحو مدريد على طول الطريق العام، حيث كان عليها أن تلتقي في مدينة سالم مع طابور قادم من نافارا، لكنها لم تخرج إلا بقوة صغيرة من سريتين من المشاة وبطارية خفيفة تركت سرقسطة في 22 في يوليو، ثم انضم إليها طابور ب1200 مقاتل عند مرورها عبر مقاطعة سوريا - كثير منهم من رجال الميليشيات -، فوصلوا أبواب سيغوينزا، حيث هاجموها في 7 أغسطس ولكن تم صدهم. فاندلع صراعا طويلا للسيطرة عليها، والتي دافعت عنها قوات من الحرس الاقتحام والمدني وعدة مئات من رجال الميليشيات الذين وصلوا من مدريد. وفي 3 أكتوبر أنشأ الجنرال مولا فرقة سوريا بقيادة الجنرال موسكاردو، مع طابور محدد للاستيلاء على سيغوينزا. ورغم ذلك قاومت مدينة المنطقة الجبلية، إلا أنه بعد 14 أكتوبر فقدت سيغوينزا أهميتها، لأن القيادة الوطنية العليا تخلت عن محاولة مهاجمة مدريد عبر المرتفعات الوسطى.

### جبهة الشمال

الخطوط الرئيسية لتقدم القوات القومية في الجبهة الشمالية بين مارس وسبتمبر 1937.

كان هناك مركزين من مراكز الجذب القوية تشكلت في الشمال: أوفييدو وبلباو. وركزت الفرقة الثامنة (لاكورونيا) على السيطرة على الأراضي الجاليكية ومساعدة المتمردين الذين كانوا محاصرين في أوفييدو. من ناحية أخرى بالنظر إلى المقاومة القوية التي واجهتها السلاسل الجبلية المركزية حدد مولا أهدافًا جديدة للفرقة السادسة (برغش): احتلال الحدود الفرنسية (إرون-سان سيباستيان) واصلاح جبهة إلى الشمال من ألافا وبرغش، ومساعدة مناطق الانتفاضة الأخرى مثل أراغون. في بداية سبتمبر شن مولا معتمدا على المليشيا الكارلية هجومًا ضد غيبوثكوا، حيث تمكن من احتلال إرون في 4 سبتمبر وسان سيباستيان في 16 سبتمبر.
في بداية أبريل 1937 بدأت قوات مولا الهجوم على الباسك، وانتهى في 19 يونيو بالاستيلاء على بلباو. في نهاية يونيو سيطر القوميون على كل الباسك. لتخفيف الضغط على الشمال شن الجيش الجمهوري في 6 يوليو هجومًا على برونيت - استمرارًا للهجوم على سيغوفيا - والذي استمر 20 يومًا، انتهت بهزيمة القوات الجمهورية. في 14 أغسطس بدأ الهجوم القومي على سانتاندر والذي انتهى في 31 الشهر باحتلال المقاطعة بأكملها. لذلك بقيت أستورياس فقط في الشمال تحت علم الجمهورية.
بدأ القوميون الهجوم ضد أستورياس في نفس اليوم 1 سبتمبر، عن طريق مهاجمة الساحل من سانتاندر. كان تفوق القوميين من حيث الوحدات العسكرية والوسائل المادية والطيران أمرًا ساحقًا، بينما كان لدى الجيش الجمهوري جميع أنواع أوجه القصور بسبب شهور عديدة من العزلة عن بقية الأراضي الحكومية، ولكن مع ذلك فقد قاوموا مقاومة شرسة بسبب التسييس العالي للوحدات الجمهورية.
في التاسع من الشهر، بدأت عمليات الجيش القومي في السيطرة على الممرات التي تربط ليون بأستورياس. وقد نفذ فعليا في يونيو ويوليو عمليات صغيرة لتحسين المراكز، ولكنه احتل فقط ممرات ليتراجوس وسومييدو وبونتون. كان ممر باجاريس المحصن جيدا يمر عبره طريق ليون-أوفييدو السريع تحت سيطرة الجمهوريين. لذلك بدأ القوميون مناورة لاختراق أستورياس عبر الممرات الثانوية، للدخول إلى باجاريس من الخلف واختراق قلب الأرض الأسترية. تم التقدم ببطء شديد بسبب صلابة التضاريس والمقاومة الشرسة التي واجهوها. تساقطت في الأيام الأولى من أكتوبر عواصف مطيرة كبيرة، إلا أن القوميون تمكنوا بالنهاية من عبور نهر سيلا، مما تسبب بانهيار معنويات القوات الجمهورية. في السادس عشر وصلوا إلى نهر نالون فانهار الجيش الجمهوري. في 21 أكتوبر 1937 انتهت الحرب في أستورياس.
بعد تصفية الجبهة الشمالية، توقفت جميع الأنشطة الحربية في قشتالة وليون، حيث ظلت جبهة سييرا دي مدريد غير نشطة بسبب تحول مركز جذب الحرب إلى الشرق: معركة تيرويل (ديسمبر 1937-يناير 1938)، هجوم أراغون (مارس-أبريل 1938)، تقدم قومي إلى البحر الأبيض المتوسط (طرطوشة ، 19 أبريل ؛ كاستيلون ، 13 يونيو)، معركة إبرو (يوليو-نوفمبر 1938) وهجوم القوميون على كاتالونيا (برشلونة 26 يناير 1939). جعلت انتفاضة العقيد كاسادو (هيئة الدفاع الوطني) والفوضى النهائية في المنطقة الجمهورية جعل من غير الضروري تحرك للقوات القومية عبر سييرا دي مدريد حتى نهاية الحرب (1 أبريل 1939).